# Partido judicial de Tarragona
El Partido judicial de Tarragona  es uno de los 49 partidos judiciales en los que se divide la Comunidad Autónoma de Cataluña, siendo el partido judicial n.º 6 de la provincia de Tarragona.
El ámbito territorial, que viene regulado por el Real Decreto 529/1983, de 9 de marzo, comprende los municipios de:
Constantí, Catllar, Rourell, Pallaresos, Pobla de Mafumet, Morell, Perafort, Renau, Salou, La Secuita, Tarragona y Vilaseca.